# Об'єкт 785
Об'єкт 785 — радянський проект основного бойового танка. Розроблявся у конструкторському бюро Челябінського тракторного заводу під керівництвом Вершинського В. Л. Серійно не випускався.
Для відпрацювання МТУ, АЗ і перевірки подовженої ходової частини було створено дослідний зразок на основі Т-72.

## Опис конструкції

### Броньовий корпус і башта
Танк мав свій оригінальний корпус, побудований за класичним компонуванням. Механік-водій розташовувався зліва як в танках Т-55, Т-62, а не по центру як на Т-64. Прилади спостереження виходили назовні через дах корпусу, а не через лобовий лист, тим самим не послаблюючи його. Лобовий лист і носова частина корпусу мали оригінальну конструкцію, подібна конструкція в подальшому буде розвинена і застосована на інших перспективних машинах (об'єкт 187, об'єкт 477 і об'єкт 195).
Верхня частина борту, вище рівня котків, прикривалася металевим протикумулятивним екраном. Башта так само була оригінальної конструкції за формою схожа на яйце, причому гострим кінцем вперед. Танк мав комплекс активного захисту «Дрозд» з 18 пусковими установками.
Дослідний зразок мав подовжений корпус Т-72 з врізкою в районі МТВ, для розміщення силового блоку більшого об'єму. Нова башта була створена на основі конструкції башти Т-72, під новий розроблений автомат заряджання, і мала розвинену кормову нішу.

### Озброєння
Як основне озброєння пророблялися два варіанти. Першим варіантом відпрацьовувалася гладкоствольна гармата 2А82, яка представляла собою розвиток танкової гармати 2А46, як другий варіант відпрацьовувалася 130-мм нарізна гармата, яка була розвитком танкової гармати М-65. Боєкомплект, повинен був становити 50 пострілів, з яких 30 пострілів повинні були знаходитися в механізмі заряджання. Як додаткове озброєння застосовувалася дистанційно-керована зенітна установка закритого типу.
Як озброєння на дослідному зразку залишилася 125 мм гармата Д-81 танка Т-72..

### Двигун і трансмісія
Як силова установка використовувався моноблок МТУ-2, з новий перспективним багатопаливним дизельним двигуном 2В-16 (А-53-2). Двигун мав ежекційне охолодження. Максимальна потужність двигуна у стендових умовах, без опору на впуску і випуску, становила 1200 л.с., а в умовах МТУ—2, через опір на виході, який створював ежектор, потужність падала до 1000 к.с. Трансмісія була гідромеханічна, обладнана системою електрогідравлічного сервокерування. Конструкція трансмісії представляла собою однореакторну комплексну гідропередачу, що мала блокувальний фрикціон. Моноблок МТУ-2 займав площу близько 3,6 кубічних метрів..
Коробка передач була планетарного типу і мала 3 передні і одну задню передачу. Для повороту машини були два планетарних бортових редуктора.

### Ходова частина
У зв'язку із зростанням обсягу МТВ, кормова частина корпусу була подовжена. З кожного борту ходова частина мала 7 опорних котків, аналогічних коткам Т-80.
За базу використовувалося видовжене шасі основного бойового танка, з кожного борту був доданий додатковий сьомий коток.